# Aeolesthes nishikawai
Aeolesthes nishikawai là một loài bọ cánh cứng trong họ Cerambycidae.